# Gáspár János (katolikus pap)
Gáspár János (Nagysároslak, Vas vármegye, Osztrák–Magyar Monarchia, 1898. május 6. – Passaic, New Jersey, USA, 1963. február 21.) amerikai magyar katolikus pap.

## Élete Magyarországon
Gáspár János 1898. május 6-án született a Vas vármegyei Nagysároslakon, szülei (Gáspár János és Schmidt Teréz) tizenhárom gyermekéből másodikként. Az I. világháborúban önkéntes, mint sebesült tartalékos főhadnagy szerelt le. A szemináriumot Szombathelyen és Esztergomban végezte. 1921. december 17-én vette fel az egyházi rendet. Első állomáshelye az ausztriai Incéd volt, majd a zalai Alsóbagod és aztán Zalaegerszeg következett, ahol Mindszenty József káplánja volt. Utolsó magyarországi helye Kőszeg, ahol hat évig működött.

## Élete az Amerikai Egyesült Államokban
1929-ben Amerikába vándorolt. 1929-ben Perth Amboy NJ, 1931-ben Arrochar, Staten Island N.Y., ahol az Isteni Szeretet Leányainak rendházában a kedvesnővérek lelkiatyja (káplánja), emellett latin és hittan tanár. Eközben a Fordham Jezsuita egyetemen apologetikát tanul. 1932-ben az "Our Lady of Mt. Carmel" Church (Woodbridge, NJ) plébánosa. 1933. október 14-től a Passaici Szent István római katolikus magyar templom plébánosa egészen az 1963-ban bekövetkező haláláig. 1938-ban a newarki egyházmegye zarándoklatának vezetője a magyarországi 34. Eucharisztikus világkongresszusra. Energikus, tetterős, nagy munkabírású vezető volt, aki megszilárdította az egyházközséget és irányította a magyar közösséget a két legválságosabb időben, a második világháborút követő években és az 1956-os forradalom és szabadságharc utáni időkben. Éveken át volt az Amerikai Magyar Szövetségnek egyik igazgatója. 1963. február 19-én New Yorkból tért haza, ahol megtekintette a Mona Lisa-t, s a plébánián az emeletre ment fel, ahol valószínűleg rosszul lett (szívszélhűdést kapott), ennek következtében a lépcsőről leesett, s koponyaalapi törést szenvedett. Passaicban, a St. Mary kórházban hunyt el 1963. február 21-én. A Calvary Cemetery-ben nyugszik, Patersonban, New Jersey államban. Temetését McNulty volt patersoni, akkor Buffalo-i püspök végezte, február 25-én.